# Dawanne Devi
Dawanne Devi – gaun wikas samiti w zachodniej części Nepalu w strefie Lumbini w dystrykcie Nawalparasi. Według nepalskiego spisu powszechnego z 2001 roku liczył on 2457 gospodarstw domowych i 12821 mieszkańców (6672 kobiet i 6149 mężczyzn).